# Белтецень
Белтецень, Белтецені (рум. Băltățeni) — село у повіті Васлуй в Румунії. Входить до складу комуни Бекань.
Село розташоване на відстані 245 км на північний схід від Бухареста, 33 км на південь від Васлуя, 91 км на південь від Ясс, 104 км на північ від Галаца.

## Населення
За даними перепису населення 2002 року у селі проживали 343 особи, з них 340 осіб (99,1%) румунів. Усі жителі села рідною мовою назвали румунську.